# الصور (مايكروسوفت)
تطبيق الصور أو صور مايكروسوفت أو مايكروسوفت فوتوز (بالإنجليزية: Microsoft Photos)‏ هو برنامج عارض صور مجاني يأتي مُضمنًا في ويندوز 10، يُستخدم في تحرير الصور وتعديلها جنبًا إلى وجود أدوات لتنظيم مقاطع الفيديو وتحريرها، يُمكن مِن خلالهُ ترميز الصور بالرسومات وإضافة أصوات إلى خلفية وتأثيرات ثلاثية الأبعاد إلى مقاطع الفيديو.

## التطوير
أُعيد تصميم التطبيق بواسطة مايكروسوفت لمُطابقة شكل نظام ويندوز 11 بشكل مُناسب، لكنها الآن تختبر إصدارًا جديدًا بمظهرٍ جديدٍ قليلًا وبعض التحسينات الأخرى، رُبما يكون التغيير الأكثر وضوحًا هو طريقة عرض الصُّور الجديدة، والتي توفر طريقة مختلفة لتصفُّح الصور.